# JR東日本連続放火事件
JR東日本連続放火事件（ジェイアールひがしにほん れんぞくほうかじけん）とは、2015年（平成27年）8月後半から9月にかけて東京都内の東日本旅客鉄道（JR東日本）の施設で起きた連続放火事件である。

## 事件の経過
8月16日
北区の東北本線（旅客案内上は宇都宮線（東北線）、高崎線、上野東京ライン）の第二王子踏切近くにあるケーブルが焼けているのが見つかり、現場付近にはペットボトルの燃えカスが落ちていた。また、23日に火災が起きた品川区の変電所（後述）から北西に約50mの場所にある線路の高架脇でも火災があった。さらに10時頃、品川区の変電所近くで小火があり、燃えた新聞紙と軍手が見つかった。
8月18日
19時40分頃、中央本線立川駅・国立駅間の高架下の配線から出火し、信号機や駅の設備に電力を供給するケーブルが5m燃えて22時に鎮火したが、信号機などが停電し（列車は停電していない）中央線快速東京駅・高尾駅間が20時10分まで、東日本旅客鉄道から電源供給を受けている西武拝島線が玉川上水駅・拝島駅間で23時35分まで運転を見合わせ、青梅線立川駅・奥多摩駅間、南武線立川駅・稲城長沼駅間、五日市線拝島駅・武蔵五日市駅間、および八高線八王子駅・高麗川駅間が終日運休した。
青梅線では2本の列車が立ち往生し、立川駅・西立川駅間では約860人の乗客らが西立川駅まで約600m線路上を歩き、東中神駅・中神駅間でも約660人が中神駅に徒歩で向かった。また、中神駅では上り列車の先頭車両だけしかホームに届かず、後方の7 - 10両目の乗客がはしごを使って線路に降りて歩いた。
立川駅北口のタクシー乗り場は約150人の行列ができた。タクシーの費用は、タクシー会社が東日本旅客鉄道に請求することとなった。また、遮断機が下りたままの踏切があり、周辺道路で渋滞が発生した。立川警察署によると、高架下は高さ約1.8mのフェンスに囲まれた空き地で人が立ち入った形跡はなく、放火の可能性は低いという。ケーブルから微量の白煙が出た後に火が出たのを目撃した人がいた。
8月22日
15時40分頃、中央本線中野駅・東中野駅間で線路敷地内に設置された通信用ケーブルのカバー付近から出火し、カバーが長さ70 - 80cmほど焼け、約15分後に鎮火したが、快速列車が東京駅・高尾駅間で約1時間半運転を見合わせた。
8月23日
20時過ぎ、品川区広町の変電所で敷地内の一部が焦げているのが見つかった。現場からは焼けたペットボトルや焦げたティッシュペーパーが見つかったほか、火災が起きた時間帯には、帽子をかぶった30代くらいの男がペットボトルをぶら下げて自転車で走っている様子が、変電所付近の防犯カメラに写っていた。火災の直前には、男が変電所の敷地内に向かってフェンスごしにものを投げ入れたうえ、自転車で走り去る姿が住民に目撃されていた。
8月27日
13時過ぎ、山手線目黒駅・恵比寿駅間で線路脇の信号用ケーブルが燃え、山手線全線、埼京線全線、湘南新宿ラインの大崎駅・大宮駅間が一時運転を見合わせ、14時15分に全線で運転を再開した。火は約40分後に消し止められたほか、山手線と埼京線の一部の列車が一時立ち往生し、恵比寿駅まで動いて乗客をホーム上に降ろした。
8月30日
2時過ぎ、目黒区三田1丁目の山手線目黒駅・恵比寿駅間で架線を支えるための滑車が溶けているのを点検中の東日本旅客鉄道社員が見つけ、警視庁に通報した。目黒警察署や東日本旅客鉄道によると、架線を吊るすための約10cmの樹脂製の滑車4個のうち、1個が溶けていた。その上に跨線橋があり、防護用の金網に直径約8 cmの穴が開いており、針金を使ってペットボトルをつるしたような跡があることから、目黒署は何者かが可燃物を入れたペットボトルを使い、滑車に火をつけた疑いがあるとみて捜査している。
9月5日
13時35分過ぎ、東京都国分寺市にある中央線の線路脇にて、電柱を支える為に取り付けているワイヤの樹脂製のカバー、通称・「つる返し」の上部が焼かれているのを、線路脇周辺にて除草作業をしていたJR東日本の関連会社の作業員が発見して、警察に110番通報を行った。

## 警察の対応
上記の複数の火災現場で針金とペットボトルが見つかっているため、警視庁は31日に捜査本部を設置し、一連の不審火について放火や威力業務妨害などの疑いで本格的な捜査を始めた。
また、品川区のJRの変電所、北区 (東京都)のJR東北線、目黒区のJR山手線の火災の少なくとも3件の現場で、焼けたペットボトルやその一部が見つかっており、犯人につながる痕跡がないか調べる予定。

## 逮捕
9月15日、警視庁は品川区にある変電所で敷地の一部が焼けた事件に関わったとして、威力業務妨害の疑いで、都内に住む自称ミュージシャンの42歳の男を逮捕した男は犯行の動機について「大量に電力を消費するJRが許せなかった」と供述しているという。

## 裁判
男は威力業務妨害罪で起訴され、12月16日の初公判で起訴内容を認めた上で、「国益がJRの越権行為によって危機に晒されている。損壊や妨害は正義の表現にとって極めて重要不可欠だ」と述べ、正当行為に当たるとして無罪を主張した。検察側は冒頭陳述で「JRが電力を浪費しているなどという独善的な憶測に基づき、今年春ごろから火炎瓶を使った妨害をするようになった。犯行で、5万人を超える乗客に影響した」などと指摘した。
2016年3月25日、東京地方裁判所（安藤範樹裁判官）は、男に対して懲役4年（求刑・懲役7年）の実刑判決を言い渡した。
2016年10月12日、最高裁判所は男の上告を棄却し、懲役4年の実刑判決が確定した。

## 犯人について
犯人は著名な芸術家の息子で、母方の祖父は大使を務める外交官であった 。
犯人は福島第一原子力発電所事故後、原子力発電所に対して批判的な意見を持つようになり、反原発デモや国会議事堂前のデモにも参加していた。

## 対策
JR東日本は、山手線から順次ケーブルに耐火シートを巻いてステンレスバンドで固定する対策を講じる方針で、28日未明には大崎駅付近の約70箇所で作業を行った。